# Барникот, Найджел
Найджел Эшворт Барникот (англ. Nigel Ashworth Barnicot, 1914 — 14 мая 1975 года, Лондон, Великобритания) — британский антрополог, специалист по популяциям человека. Профессор Университетского колледжа Лондона.

## Биография
Родился в 1914 году. В 1936 году закончил Университетский колледж Лондона, где изучал зоологию и медицину, и в 1938 стал его сотрудником. Первоначально работал в департаменте зоологии, но в 1946 перешёл в новый департамент антропологии.
Получил степень доктора философии в 1950 году за работу про рост костей. Несколько лет работал преподавателем физической антропологии. В 1960 году первым в Великобритании стал профессором физической антропологии. В 1967 году награждён медалью имени Риверса за свои полевые исследования, через год избран фелло Университетского колледжа Лондона.
Сооснователь Общества изучения биологии человека, его второй председатель в 1963—1968 годах. Также занимал должность вице-президента Королевского антропологического института.
Помимо научной и преподавательской деятельности увлекался рисованием и созданием скульптур.
Скончался 14 мая 1975 года после продолжительной болезни.
Дон Броутолл в своих мемуарах описал его как сложного человека, строгого и дружелюбного, очень эмоционального с «сухим» чувством юмора (иронические шутки).
Американские учёные Майкл Литтл и Кеннет Коллинз отмечали, что Барникот с Дж. Вайнером (Уайнером) сыграли ключевую роль в трансформации физической антропологии в Великобритании после войны: применение эволюционной теории, снижение интереса к расовым классификациям, использование научного метода и экспериментальных подходов.

## Научная деятельность
Начиная с 1940-х до 1972 года писал работы по биологии костей, в частности про влияние витамина A. Также занимался биологией приматов: от работы над зубами павиана в 1949 году до генетических проблем в 1960-х годах.
Используя лабораторные и статистические методы, работал в области молекулярной антропологии и популяционной генетики, в том числе с распределениями групп крови, сывороточными белками, вариантами гемоглобина, ферментами эритроцитов. Примерно с 1950 года приступил к современным популяциям человека в Западной Африке. Например, темы вкусовой чувствительности, адаптивной физиологии, структуры кожи и волос (в том числе пигментация). Провёл серию исследований по изучению морфологических и физиологических вариаций в популяциях человека. Также писал про вариации строения стопы этрусков.
В последние десять лет жизни изучал хромосомные вариации и экологию болезней человека, в том числе по хадза в Танзании.
Барникот является соавтором классического учебника «Биология человека», впервые вышедшего в издательстве Оксфордского университета в 1964 году (Human Biology: An Introduction to Human Evolution, Variation, Growth, and Ecology). Книга основывалась на новых для того времени научных и методических подходах, позже переиздана и переведена на разные языки мира. Барникот написал часть III «Биологическая изменчивость в популяциях современного человека» (англ. The evolution of Human society).

## Личная жизнь
В 1939 году женился на Герте Крафт (англ. Hertha Kraft, 1887—1945). Герта работала преподавателем немецкого языка. По словам Дианы МакВей, Барникот потом тяжело переживал её смерть, винил себя и даже пытался покончить с собой, что тогда в Великобритании было уголовно наказуемым.

## Труды
Более 100 публикаций, преимущественно, исследовательские статьи по результатам лабораторных и полевых исследований. В том числе:
Книги и монографии
- The molecular and cytogenetic approaches to prosimian phylogeny. In: Prosimian Biology, eds. R. D. Martin, G. A. Doyle and A. C. Walker, London : Duckworth. 1974.
- Human Biology: An Introduction to Human Evolution, Variation, Growth, and Ecology. Oxford: Oxford University Press. 1964. [with Geoffrey A. Harrison, Joseph S. Weiner, James M. Tanner]
- Taxonomy and variation in modern man. In: The Concept of Race, ed. Ashley Montagu. New York and London: The Free Press of Glencoe, Collier-Macmillan Co. 1964. Ch. IX, pp. 180—227.
- Haptoglobins and transferrins. In: Genetical Variation in Human Populations. Oxford: Pergamon Press. 1961, pp. 41—61.
- The biological view of racial differences. In: Together in Britain, a Christian Handbook on Race Relations, Church Information Office, 1960, pp. 6—12.
- The experimental approach to physical anthropology. In: The Scope of Physical Anthropology and its Place in Academic Studies, eds. D. F. Roberts and J. S. Weiner for the S.S.H.B. and Wenner-Gren Foundation. 1958.
- Vitamin A and Bone. In: Biochemistry and Physiology of Bone, ed. Bourne, G. New York and London: Academic Press. 1956. [with S. P. Datta]

Статьи
- Red cell and serum proteins of Cercocebus, Presbytis, Colobus and certain other species // Folia primatologia, 1972. 17, 442—457. [with D. Hewett-Emmett]
- Red cell enzymes of primates (Anthropoidea) // Biochemical Genetics, 1970, 4, 41—57. [with P. Cohen]
- Comparative molecular biology of primates: A review // Annals of the New York Academy of Sciences, 1969, 162, 25—36.
- Some biochemical and serological aspects of primate evolution // Science Progress, 1969, 57, 459—493.
- Race and modern science // Nature, 1968, 218, 398—399.
- A study of newt mitotic chromosomes by negative staining // Journal of Cell Biology, 1967, 32, 585—603.
- Biochemical studies on haemoglobin variants of the Jrus Macaque // Proceedings of the Royal Society, B, 1966, 165, 224—244.
- Natural selection and transmissible disease // Nature, 1965, 208, 535—536.
- Le Problème de la race dans l'état actuel des connaissances scientifiques. These are somewhat abridged versions of communications submitted to a meeting of experts in Moscow. Fevue Internationale de Science Sociale, 1965, 17, No. I.
- Racial taxonomy // Current Anthropology, 1963, 4, 117—118.
- Biology and human variation // Race, 1960, 1, 40—50.
- Reflectometry of the skin in Southern Nigerians and in some mulattoes // Human Biology, 1958, 30, 150—160
- Human pigmentation // Man, 1957, 144, 114—120.
- The relation of the pigment trichosiderin to hair colour // Annals of Human Genetics, 1956, 21, 31—39.
- The pigment, trichosiderin, from human red hair // Nature, 1956, 177, 528—529.
- Biological variation in human populations // Biology, 1955, 20, No. 2.
- The local action of vitamin A on bone // Journal of Anatomy[англ.], 1950, 84, 374—387.
- Local action of calciferol and vitamin A on bone // Nature, 1948, 162, 848—849.
- Physical anthropology // Science Progress, 1948, No. 144, October, 702—707.
- Studies on the factors involved in bone absorption. I. The effect of subcutaneous transplantation of bones of the Grey-Lethal house mouse into normal hosts and of normal bones into Grey-Lethal hosts // American Journal of Anatomy, 1941, 68, 497—534.